# هوارد جي. بانكر
هوارد جي. بانكر (بالإنجليزية: Howard G. Bunker)‏ هو ضابط أمريكي، ولد في 26 أبريل 1905، وتوفي في 24 فبراير 1994.